# Orlando Martínez
Orlando Martínez Romero (født 2. september 1944, død 22. september 2021) var en cubansk bokser. Under OL 1972 i München vandt han en guldmedalje i bantamvægt. Tre år senere vandt han en guldmedalje i de panamerikanske lege.
I semifinalen i OL 1972 blev Orlando tildelt sejren efter en meget omdiskuteret dommerafgørelse (3-2 i Martinez' favør) over briten George Turpin. I finalen vandt han en komfortabel pointsejr mod den fremtidige mexicanske verdensmester, Alfonzo Zamora.

## OL-resultater
- 1. runde
- Besejrede Maung Win (Burma) 4-1
- Besejrede Michael Dowling (Irland) 3-2
- Besejrede Ferry Moniaga (Indonesien) 5-0
- Besejrede George Turpin (Storbritannien) 3-2
- Besejrede Alfonso Zamora (Mexico) 5-0